# Jüdischer Friedhof (Kirchberg)

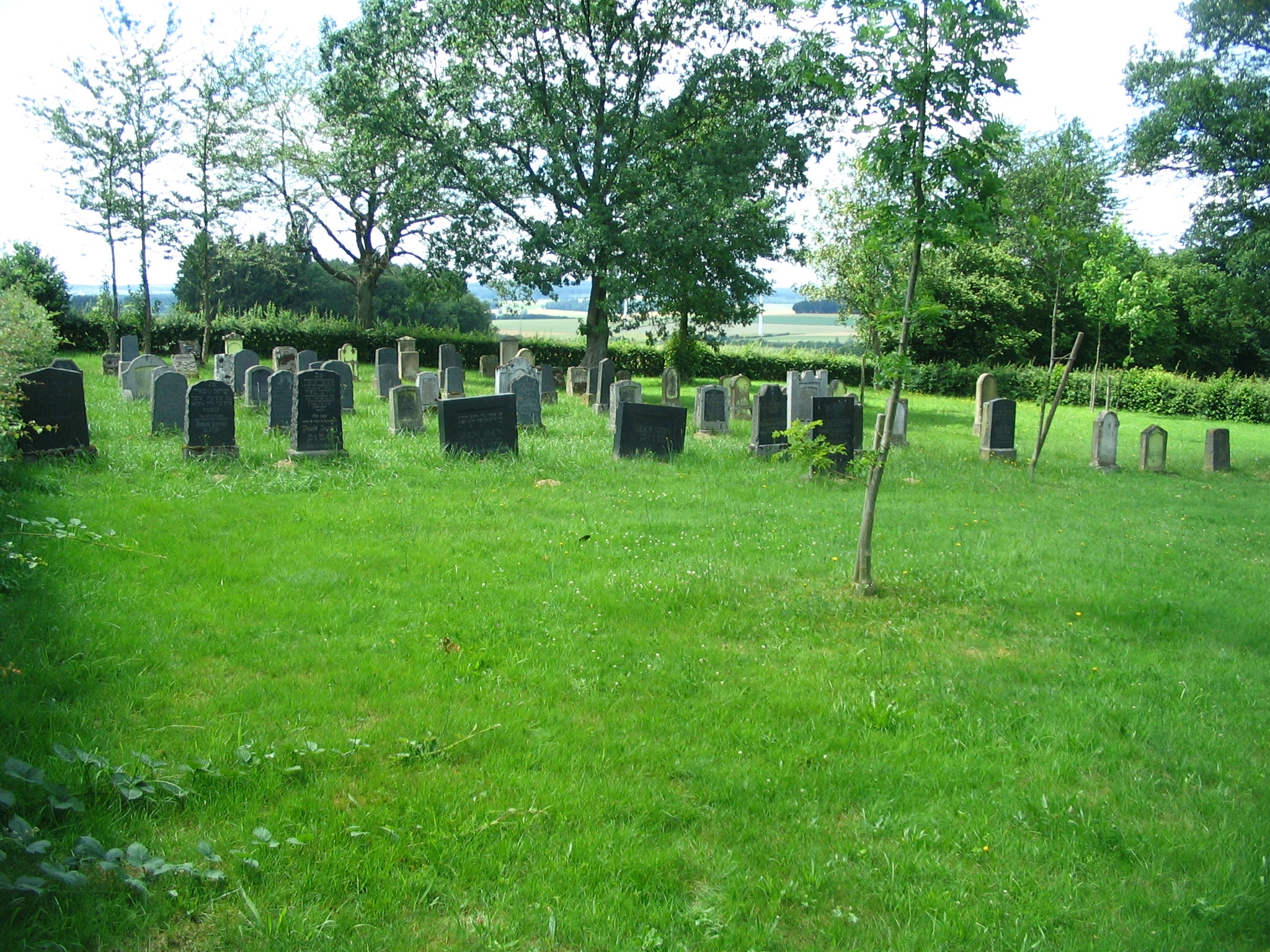
Jüdischer Friedhof in Kirchberg

Der Jüdische Friedhof Kirchberg ist eine Begräbnisstätte der Juden in Kirchberg, einer Stadt im Rhein-Hunsrück-Kreis in Rheinland-Pfalz. Der jüdische Friedhof ist ein geschütztes Kulturdenkmal. Er befindet sich an der Metzenhausener Straße. 

## Geschichte
Die jüdische Gemeinde in Kirchberg errichtete vor 1830 einen eigenen Friedhof. Er hat eine Fläche von etwa 25,00 Ar. Heute sind noch 67 (Grabsteine) vorhanden. 
Die letzte Bestattung fand 1937 statt. Die Enkel einer dort Bestatteten errichteten nach 1945 einen Grabstein mit folgender Inschrift:

„Hier ruht die letzte Zeugin einer über 600 Jahre alten jüdischen Gemeinde in Kirchberg. Johannette Gerson, geb. Isak. 8.7.1846 – 23.9.1937. Dieses Grabmal ist in ehrendem Gedenken an alle ehemaligen Mitglieder der jüdischen Gemeinde Kirchberg, die der Naziverfolgung zum Opfer fielen, von den Enkeln errichtet.“